# همسر دلخواه من (فیلم ۱۹۴۰)
همسر دلخواه من (انگلیسی: My Favorite Wife) یک فیلم کمدی رمانتیک به کارگردانی گارسون کنین که در سال ۱۹۴۰ منتشر شد.
آیرن دان در این فیلم نقش زنی را بازی می‌کند که پس از چندین سال غرق شدن در یک جزیره گرمسیری و اعلام مرگ قانونی، به همسر [سابق] خود (کری گرانت) و فرزندانش باز می‌گردد. این داستان اقتباسی از آلفرد، شعر لرد تنیسون در سال ۱۸۶۴ است. در ادای احترام، نام خانوادگی شخصیت‌های اصلی آردن است. بازیگران مکمل گیل پاتریک در نقش زنی که آردن به تازگی با بازگشت همسر اولش ازدواج کرده است و راندولف اسکات در نقش مردی که همسرش با او ازدواج کرده است. این فیلم دومین موفقیت بزرگ آرکی‌او پیکچرز در سال ۱۹۴۰ بود.

## خلاصه فیلم
زنی که به مدت ۷ سال است گم شده و همه فکر می‌کنند مرده است، درست در روزی که شوهرش در حال ازدواج دوم است به خانه باز می‌گردد و...

## بازیگران
- آیرین دان در نقش الن آردن
- کری گرانت در نقش نیک آردن
- راندولف اسکات در نقش استفن بارکت
- گیل پاتریک در نقش بیانکا بیتس
- اسکاتی بکت در نقش پسر آردن‌ها
- ان شومیکر در نقش مادر نیک
- چستر کلوت
- ارل هاجینز
- راسل وید

## بازسازی فیلم
کمپانی فاکس قرن بیستم، فیلمبرداری بازسازی این فیلم را در سال ۱۹۶۲ با بازی مرلین مونرو، دین مارتین و سید شریس با نام چیزی برای بخشیدن آغاز کرد و قرار بود به‌دست جورج کیوکر کارگردانی شود. مشکلات از همان آغاز به وجود آمد که بیشتر به دلیل عدم حضور به موقع مونرو سر کار بود. مونرو به همین دلیل اخراج شد و مارتین زمانی که استودیو تلاش کرد نقش مونرو را با لی رمیک دوباره جلوی دوربین ببرد، کنار کشید. بازآفرینی فیلم‌های باقی‌مانده از فیلم نیمه‌کاره چیزی برای بخشیدن به همراه برخی صحنه‌های بازسازی‌شده با رمیک وجود دارد.